# ThinkLight

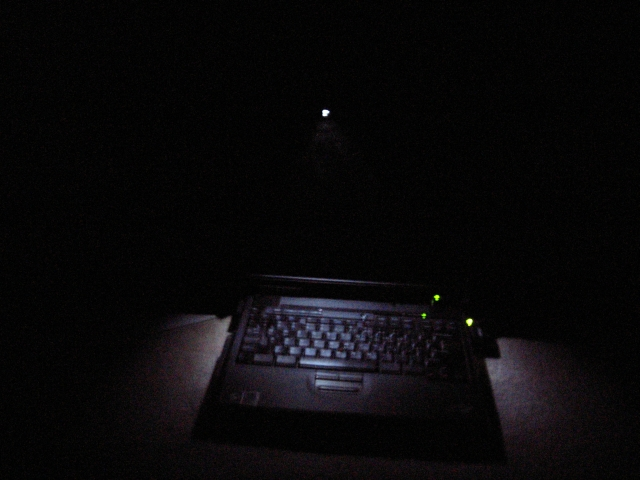
ThinkPad A21p电脑ThinkLight的照明效果

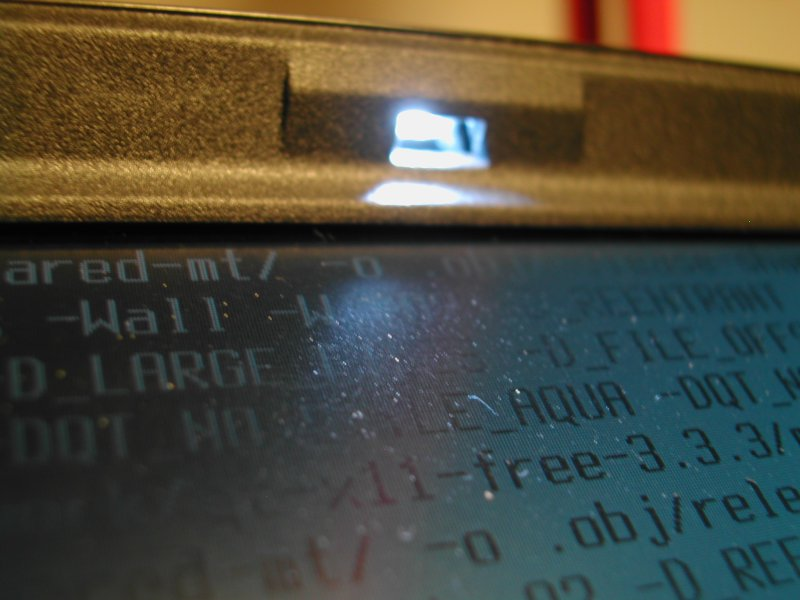
ThinkLight特写

ThinkLight是IBM研發的電腦鍵盤照明裝置，搭載於ThinkPad系列的筆記型電腦。那是一顆安裝在液晶顯示屏上方邊緣的發光二極體，大多採用白光，但依型號不同，亦有黃光，可照亮鍵盤，方便在黑暗的環境下使用。開啟關閉的按鈕組合為Fn+PgUp。而此按鍵組合，正好是ThinkPad鍵盤上的左下鍵和右上鍵，以方便使用者在黑暗中啟動ThinkLight功能。

## 外部連結
- IBM UK Thinkpad Designs
- ThinkLight的顏色